# Membrii formației Marilyn Manson
De-a lungul istoriei acesteia, Marilyn Manson a rămas doar cu un singur membru original, acela fiind chiar Marilyn Manson. Aici se găsește cronologia tuturor membrilor acestei formații de la formarea ei în 1989 până acum. Fiecare membru al formației știa să interpreteze la mai multe instrumente, de exemplu, Gacy la orgă, Manson la flaut, pian, orgă și chitară, Ramirez la chitară și chitară bas, iar Berkowitz la chitară bas și baterie.